# Monchiero
Monchiero es una localidad y comune italiana de la provincia de Cuneo, región de Piamonte, con 586 habitantes.

## Evolución demográfica
| Gráfica de evolución demográfica de Monchiero entre 1861 y 2001 |
|                                                                 |
| Fuente ISTAT - elaboración gráfica de Wikipedia                 |

## Ciudades hermanas
La ciudad de Monchiero tiene hermandad con:
 Chañar Ladeado